# 阿尔维尼亚纳
阿尔维尼亚纳（西班牙語：Albiñana）是西班牙加泰罗尼亚塔拉戈纳省的一个市镇。总面积20平方公里，总人口1630人（2001年），人口密度82人/平方公里。